# Antônio de Barros Ferrás
Antônio de Barros Ferrás, primeiro e único barão de Piracicamirim (Piracicaba, 09 de maio de 1819 — Piracicaba, 9 de maio de 1896), foi um fazendeiro e nobre brasileiro.
Era filho de Manoel de Barros Ferraz e Gertrudes Antônia de Barros. Casou-se com D. Rita Ferraz, filha de José Ferraz de Campos e sua mulher D. Maria da Anunciação Camargo. Era coronel da Guarda Nacional.
Dono da fazenda Santo Antônio do Piracicamirim, dedicou-se principalmente ao cultivo de café e cana-de-açúcar e a criação de animais, mantendo engenho de fabricação de açúcar e aguardente.
Era proprietário de nove casas no centro da cidade de Piracicaba, uma das quais edificada em 1867, que lhe servia de residência à rua São José, na esquina da rua Santo Antonio.
Foi delegado de polícia, juiz de paz, juiz municipal de órfãos e vereador, ligado ao Partido Liberal, do qual foi chefe local. Envolvido em rumoroso processo, originado da doação irregular, pela câmara, de terreno que lhe pertencia, em 1869, teve como defensor Prudente de Moraes Barros e graças a este viu revogada a injusta condenação de que fora vítima. Em sua homenagem, em Piracicaba, uma rua do bairro São Dimas recebeu o nome de Barão do Piracicamirim.
Foi vereador da 11ª legislatura de 01/01/1881 à 31/12/1882 da Câmara Municipal de Limeira.
Foi agraciado barão por decreto de 25 de setembro de 1889.